# NHK Trophy de 1994
NHK Trophy de 1994 foi a décima quinta edição do NHK Trophy, um evento anual de patinação artística no gelo organizado pela Federação Japonesa de Patinação (em japonês:  日本スケート連盟). A competição foi disputada na cidade de Morioka, Japão.

## Eventos
- Individual masculino
- Individual feminino
- Duplas
- Dança no gelo

## Medalhistas
| Evento                        | Ouro                                       | Prata                                              | Bronze                                      |
| Individual masculino detalhes | Todd Eldredge · Estados Unidos             | Philippe Candeloro · França                        | Viacheslav Zagorodniuk · Ucrânia            |
| Individual feminino detalhes  | Chen Lu · China                            | Surya Bonaly · França                              | Junko Yaginuma · Japão                      |
| Duplas detalhes               | Marina Eltsova · Andrei Bushkov · Rússia   | Radka Kovaříková · René Novotný · República Tcheca | Mandy Wötzel · Ingo Steuer · Alemanha       |
| Dança no gelo detalhes        | Sophie Moniotte · Pascal Lavanchy · França | Tatiana Navka · Samuel Gezaljan · Bielorrússia     | Marina Anissina · Gwendal Peizerat · França |

## Resultados

### Individual masculino
| Pos.              | Nome                   | Nacionalidade  | Pontos | PC | PL |
| ----------------- | ---------------------- | -------------- | ------ | -- | -- |
| Medalha de ouro   | Todd Eldredge          | Estados Unidos | 2.0    | 2  | 1  |
| Medalha de prata  | Philippe Candeloro     | França         | 2.5    | 1  | 2  |
| Medalha de bronze | Viacheslav Zagorodniuk | Ucrânia        | 4.5    | 3  | 3  |
| 4                 | Scott Davis            | Estados Unidos | 7.0    | 6  | 4  |
| 5                 | Michael Shmerkin       | Israel         | 7.0    | 4  | 5  |
| 6                 | David Liu              | Taipé Chinesa  | 9.5    | 5  | 7  |
| 7                 | Sung-Il Jung           | Coreia do Sul  | 10.0   | 8  | 6  |
| 8                 | Seiichi Suzuki         | Japão          | 13.5   | 11 | 8  |
| 9                 | Shin Amano             | Japão          | 14.0   | 10 | 9  |
| 10                | Zhongyi Jiao           | China          | 14.5   | 9  | 10 |
| 11                | Oleg Tataurov          | Rússia         | 14.5   | 7  | 11 |

### Individual feminino
| Pos.              | Nome             | Nacionalidade  | Pontos | PC | PL |
| ----------------- | ---------------- | -------------- | ------ | -- | -- |
| Medalha de ouro   | Chen Lu          | China          | 1.5    | 1  | 1  |
| Medalha de prata  | Surya Bonaly     | França         | 3.5    | 3  | 2  |
| Medalha de bronze | Junko Yaginuma   | Japão          | 6.0    | 6  | 3  |
| 4                 | Tanja Szewczenko | Alemanha       | 6.0    | 4  | 4  |
| 5                 | Olga Markova     | Rússia         | 6.0    | 2  | 5  |
| 6                 | Mila Kajas       | Finlândia      | 9.5    | 5  | 7  |
| 7                 | Tatiana Malinina | Uzbequistão    | 11.0   | 10 | 6  |
| 8                 | Liu Ying         | China          | 12.5   | 9  | 8  |
| 9                 | Hanae Yokoya     | Japão          | 13.5   | 7  | 10 |
| 10                | Michelle Cho     | Estados Unidos | 14.5   | 11 | 9  |
| 11                | Ludmila Ivanova  | Ucrânia        | 16.0   | 8  | 12 |
| 12                | Boon-Sun Park    | Coreia do Sul  | 17.0   | 12 | 11 |

### Duplas
| Pos.              | Nome                               | Nacionalidade    | Pontos | PC | PL |
| ----------------- | ---------------------------------- | ---------------- | ------ | -- | -- |
| Medalha de ouro   | Marina Eltsova / Andrei Bushkov    | Rússia           | 2.0    | 2  | 1  |
| Medalha de prata  | Radka Kovaříková / René Novotný    | República Tcheca | 3.5    | 3  | 2  |
| Medalha de bronze | Mandy Wötzel / Ingo Steuer         | Alemanha         | 3.5    | 1  | 3  |
| 4                 | Elena Berezhnaya / Oleg Shliakhov  | Letônia          | 6.0    | 4  | 4  |
| 5                 | Jenni Meno / Todd Sand             | Estados Unidos   | 7.5    | 5  | 5  |
| 6                 | Marina Khalturina / Andrei Krukov  | Cazaquistão      | 9.5    | 7  | 6  |
| 7                 | Maria Petrova / Anton Sikharulidze | Rússia           | 10.0   | 6  | 7  |
| 8                 | Danielle Carr / Stephen Carr       | Austrália        | 12.0   | 8  | 8  |

### Dança no gelo
| Pos.              | Nome                                      | Nacionalidade    | Pontos | DC1 | DC2 | DO | DL |
| ----------------- | ----------------------------------------- | ---------------- | ------ | --- | --- | -- | -- |
| Medalha de ouro   | Sophie Moniotte / Pascal Lavanchy         | França           | 2.0    | 1   | 1   | 1  | 1  |
| Medalha de prata  | Tatiana Navka / Samuel Gezaljan           | Bielorrússia     | 4.0    | 2   | 2   | 2  | 2  |
| Medalha de bronze | Marina Anissina / Gwendal Peizerat        | França           | 6.0    | 3   | 3   | 3  | 3  |
| 4                 | Kateřina Mrázová / Martin Šimeček         | República Tcheca | 8.0    | 4   | 4   | 4  | 4  |
| 5                 | Renée Roca / Gorsha Sur                   | Estados Unidos   | 10.0   | 5   | 5   | 5  | 5  |
| 6                 | Margarita Drobiazko / Povilas Vanagas     | Lituânia         | 12.0   | 6   | 6   | 6  | 6  |
| 7                 | Elizaveta Stekolnikova / Dmitri Kazarlyga | Cazaquistão      | 14.0   | 7   | 7   | 7  | 7  |
| 8                 | Irina Lobacheva / Ilia Averbukh           | Rússia           | 16.0   | 8   | 8   | 8  | 8  |
| 9                 | Aya Kawai / Hiroshi Tanaka                | Japão            | 18.6   | 9   | 9   | 10 | 9  |
| 10                | Tianyi Zhang / Weibin Cai                 | China            | 19.4   | 10  | 10  | 9  | 10 |
| 11                | Yuki Habuki / Hitoshi Koizumi             | Japão            | 22.0   | 11  | 11  | 11 | 11 |

## Quadro de medalhas
| Ordem | País             | Medalha de ouro | Medalha de prata | Medalha de bronze |    | Ordem por total |
| ----- | ---------------- | --------------- | ---------------- | ----------------- | -- | --------------- |
| 1     | França           | 1               | 2                | 1                 | 4  | 1               |
| 2     | China            | 1               |                  |                   | 1  | 2               |
| 2     | Estados Unidos   | 1               |                  |                   | 1  | 2               |
| 2     | Rússia           | 1               |                  |                   | 1  | 2               |
| 5     | Bielorrússia     |                 | 1                |                   | 1  | 2               |
| 5     | República Tcheca |                 | 1                |                   | 1  | 2               |
| 7     | Alemanha         |                 |                  | 1                 | 1  | 2               |
| 7     | Japão            |                 |                  | 1                 | 1  | 2               |
| 7     | Ucrânia          |                 |                  | 1                 | 1  | 2               |
| TOTAL | TOTAL            | 4               | 4                | 4                 | 12 | —               |